# Rhododendron obscurum
Rhododendron obscurum är en ljungväxtart som beskrevs av Herman Otto Sleumer. Rhododendron obscurum ingår i släktet rododendron, och familjen ljungväxter. Inga underarter finns listade i Catalogue of Life.